# Sebastian Basedow

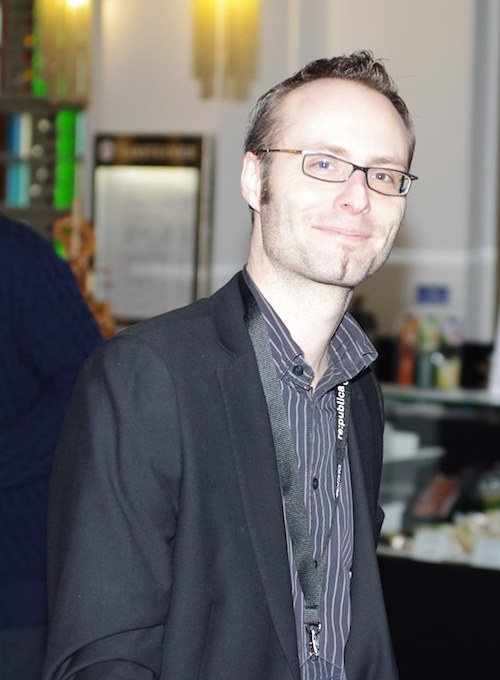
Sebastian Basedow (2010)

Sebastian Basedow (* 19. April 1974 in Hamburg) ist ein deutscher Politiker (Bündnis 90/Die Grünen).
Er ist Diplom-Landschaftsökologe und seit 1994 Mitglied der Grünen.
Basedow gehörte von 1999 bis 2001 dem Bundesvorstand der Grünen Jugend an und ist Mitglied im Bezirksverband Berlin-Mitte. Am 8. Juni 2011 rückte er für Bilkay Öney in das Abgeordnetenhaus von Berlin nach. Er schied mit der Konstituierung des neu gewählten Abgeordnetenhauses am 27. Oktober 2011 wieder aus, da er zu den Neuwahlen nicht wieder angetreten war.